# The Luxe: Il ballo degli inganni
The Luxe: Il ballo degli inganni è un libro della scrittrice statunitense Anna Godbersen.

## Trama
Manhattan, 1899. Il racconto si apre con la descrizione del funerale della figlia maggiore degli Holland, Elizabeth. Ella è sempre stata la ragazza più invidiata e più ricca della città, fino a quando la sua povera madre le confessò che ormai erano diventati poveri a causa di alcuni debiti che aveva lasciato in sospeso il padre e l'unica soluzione per risolvere tutti questi problemi era sposare l'uomo più ricco e importante della città, Henry Schoonmaker. Ma il cuore di Elizabeth non appartiene a Henry ma a Will, il cocchiere della sua famiglia. Will quando viene a sapere da Linda, sorella di Clair, che Elizabeth era promessa a Herny Schoonmaker, si precipitò da lei dicendole che sarebbe partito. Elizabeth, disperata, cerca una soluzione per far sì che queste nozze non avvengano e, grazie all'aiuto della sua amica Penelope, riesce a combinare un incidente. Elizabeth fece tutto questo per raggiungere il suo amato Will in California.

## Personaggi
- Elizabeth Holland: Figlia maggiore, promessa sposa di Henry Schoonmaker, fa finta di morire per scappare con Will Keller.
- Diana Holland: Figlia minore, innamorata di Henry Schoonmaker.
- Penelope Hayes: Ex amica di Elizabeth Holland da quando ha scoperto che è la promessa sposa di Henry Schoonmaker.
- Will Keller: Unico amore di Elizabeth Holland.
- Isaac Phillips Buck: Migliore amico di Penelope Hayes.
- Teddy Cutting: Migliore amico di Henry Schoonmaker, aveva preso una sbandata per Elizabeth Holland.
- Grayson Hayes: Fratello di Penelope Hayes.
- Isabelle Schoonmaker: Innamorata di Grayson Hayes, fratello di Penelope.